# Szalaszend
Szalaszend là một thị trấn thuộc hạt Borsod-Abaúj-Zemplén, Hungary. Thị trấn này có diện tích 18,26 km², dân số năm 2010 là 1097 người, mật độ 60 người/km².